# Badiucao
Badiucao (Chino simplificado: 巴丢草; Shanghái, 1986) es el seudónimo de un caricaturista y activista chino - austrialano.
Es considerado uno de los caricaturistas políticos más prolíficos y mejor conocidos de su país, e incluso ha sido comparado con Banksy debido a su activismo y el anonimato que mantuvo hasta 2019.
Actualmente está exiliado en Australia debido a persecución política.

## Vida

### Trasfondo familiar
El abuelo de Badiucao fue parte de la primera generación de cineastas chinos y sufrió persecución luego de la formación de la moderna República Popular China, para luego ser arrestado durante el movimiento antiderechista (1957 a inicios de los 1960) y enviado a trabajar en un campo de reeducación en Qinghai, donde finalmente moriría de hambre. Posteriormente, su abuela fallecería en una víspera de año nuevo, lo que dejó a su padre huérfano a una edad temprana.
El padre de Badiucao logró sobrevivir gracias a la ayuda de vecinos, aunque ya adulto el gobierno le negó acceso a educación superior debido a su historial familiar.

### Primeros años y educación
Badiucao nació en Shanghái en 1986.
Se graduó de derecho en la Universidad de Ciencias Políticas y Derecho del Este de China.
Durante su estancia en la universidad, Badiucao y tres compañeros de dormitorio se prepararon para ver un drama taiwanés que descargaron de internet, pero el archivo en realidad contenía el documental de 1995 «The Gate of Heavenly Peace» sobre las protestas de la plaza de Tiananmén de 1989. De acuerdo a Badiucao, ni él ni ninguno de sus compañeros tenían conocimiento alguno de la masacre de Tiananmén hasta ese momento gracias a la censura de internet, y a pesar de estudiar política y ley, ninguno de sus maestros nunca había mencionado el evento.
Debido a lo anterior, Badiucao se desencantó de su gobierno y optó por emigrar a Australia.

### Carrera
Badiucao emigró a Australia en 2009 para cursar estudios, pero se dedicó a trabajar como maestro de kindergarten e inició su carrera como caricaturista sin entrenamiento formal en ilustración o dibujo.
En 2011 publicó su primer caricatura relativa a la colisión de trenes en Wenzhou.
Eligió el seudónimo de «Badiucao» porque no daba ningún indicio sobre su identidad real o vida personal.
Desde diciembre de 2013 colabora con el China Digital Times.
Sus trabajos han sido publicados en los medios BBC y CNN, así como las organizaciones Amnistía Internacional y Freedom House, además de participar en exposiciones en Australia, Estados Unidos e Italia.

### Hostigamiento y fin de anonimato
Hasta junio de 2019, Badiucao utilizaba una máscara cada vez que se presentaba en eventos públicos para mantener el mayor anonimato posible.
De acuerdo a Badiucao, el régimen chino pudo haber identificado su identidad después de que un compañero disidente publicara en Twitter que trabajaba como asistente del artista y disidente chino Ai Weiwei, lo cual lo ligó a él.
En junio de 2019 Badiucao hizo público su rostro en un documental titulado «China’s Artful Dissident» (en español: «El creativo disidente chino») así como detalles personales de su vida (como su edad, título profesional y universidad de la que se graduó) ya que después de que autoridades chinas habían identificado y amenazado a sus familiares, no tenía razón para mantener su anonimato pues según reportó a Agence France-Presse, el hostigamiento a sus familiares ahora podía ser expuesto públicamente al terminar su anonimato.

## Estilo
En los trabajos de Badiucao es común la adaptación de memes y la manipulación de imágenes icónicas de propaganda comunista o del gobierno chino, todo en un tonó de humor irónico o con una intención subversiva.
Otro motivo común en sus trabajos son los retratos de activistas de derechos humanos en China.
Según el mismo Badiucao, su trabajo trata de cumplir con la función de registrar la narrativa no oficial. En sus propias palabras:

En China la historia es constantemente unificada y manipulada, e incluso olvidada. Por otra parte, la tragedia individual es abrumada por la narrativa más grande. Como rebelde, quiero que mi pluma registre la historia desde mi perspectiva, y usar mi perspectiva personal para confrontar la narrativa oficial.

## Persecución política

### Hostigamiento en línea
En 2016 Badiucao dio a conocer que había sido blanco de ataques en línea «a gran escala» en dos ocasiones. El primer ataque tuvo un efecto desmoralizador que lo llevó a limitar su producción de caricaturas, pero luego de reflexionar la situación volvió a su ritmo normal y se decidió a hacer públicos los ataques.
La «organización sistemática» de los ataques, el hecho de que ambos se dieron luego de que Amnistía Internacional publicara (en dos ocasiones) retratos que había hecho de activistas de derechos humanos arrestados (dándole difusión internacional a sus trabajos) y que en ambas ocasiones los ataques provinieron de cuentas en redes sociales que parecían falsas, estaban automatizadas y que repetían los mismos argumentos promovidos por el Partido Comunista de China; le han llevado a pensar que probablemente fueron coordinados en lugar de ser reacciones espontáneas de grupos grandes de individuos.
Según a Badiucao, los ataques no solo tendrían la intención de intimidarle, si no también de inventar historias sobre él y contaminar los resultados de búsquedas de su nombre, dando la menor visibilidad posible a sus trabajos.

### Amenazas a familiares y clausura de exposición
Para noviembre de 2018, Badiucao preparaba su primera exposición individual en Hong Kong (y en territorio chino) bajo el título de «Black comedy for Hong Kong, China and the world» (en español: «Humor negro para Hong Kong, China y el mundo»), pero tuvo cancelarla luego de que familiares le hicieran saber que habían sido amenazados por autoridades chinas que les advirtieron que «no habría piedad» si no cancelaba el evento.

### Seguimiento en espacios públicos
Luego de la publicación del documental «China’s Artful Dissident» en junio de 2019, Badiucao denunció un episodio en el que 4 hombres asiáticos abordaron un autobús que el suele tomar a casa y tomaron asiento en lugares separados alrededor de Badiucao. El hecho llamó su atención dado que en el suburbio donde él vivía casi no había asiáticos. Al notar que algunos de los hombres portaban auriculares inhalambricos, decidió bajar del autobús antes de tiempo y el grupo de hombres le siguió incluso cuando Badiucao regresó sobre sus pasos. Luego entró en un supermercado donde lo esperaron afuera para luego irse tras esperar unos 45 minutos.

### Intentos de cancelación en Europa

#### Italia
De noviembre de 2021 a febrero de 2022, Badiucao presentó la exposición «China (non) é vicina» («China (no) está cerca»), en Brescia.
La embajada de China en Roma declaró que las piezas de arte estaban «llenas de mentiras antichinas» y en un mensaje al gobierno de la ciudad Brescia advirtió que de realizar la exposición, se ponía «en peligro las relaciones de amistad entre China e Italia». No obstante, alcaldesa de Brescia refrendó su negativa a cancelar el evento declarando que «Nadie, ni la alcaldía de Brescia ni los ciudadanos, pensaron en algún momento en cancelar la exposición».

#### Chequia
De mayo a septiembre de 2022, Badiucao presentó una exposición titulada «MADe IN CHINA» en el Centro DOX de Arte Contemporáneo de Praga.
La exposición trató temas como abusos del gobierno chino a la etnia uigure, casos de censura china durante la pandemia del COVID-19, represión en Hong Kong en 2019 y el favoritismo del régimen chino a Rusia durante la guerra en Ucrania.
Un día antes de iniciar la exposición, el centro DOX recibió un mensaje de la embajada china en chequia, solicitando cancelar la exposición, ya que podría dañar las relaciones entre ambos países. Previamente, la embajada china había intentado la cancelación directamente con el gobierno checo.

#### Polonia
En junio de 2023 Badiucao presentó la exposición «Contar bien la historia» en el centro de arte del Castillo Ujazdowski, en Varsovia.
La exposición estuvo compuesta por 70 obras, y trató temas como las protestas de Hong Kong de 2019 y la masacre de Tiananmén.
El Ministerio de Cultura polaco recibió cartas solicitando cancelar la exposición. Posteriormente, el centro de arte del Castillo Ujazdowski dio a conocer que un funcionario de alto rango de la embajada china se apersonó en sus oficinas para solicitar la cancelación. Finalmente, la página web del centro del Castillo Ujazdowski fue bloqueada en China.

### Suplantación de identidad
El 13 de junio de 2024 la comunidad de disidentes chinos en Melbourne, Australia, organizaron un evento al que Badiucao y entre cuyos asistentes destacaba la presentadora y reportera Cheng Lei, que en octubre de 2023 había sido liberada luego pasar tres años en cárcel bajo cargos falsos.
Un hombre no identificado pero de complexión física similar a la Badiucao se presentó al evento fingiendo ser él, cosa que logró al portar una máscara casi toda la noche. (Cuando Badiucao mantenía su anonimato, acostumbraba presentarse a eventos con máscara.)
Acto seguido, el impostor logró entablar conversaciones con otros disidentes chinos, en especial con la presentadora y reportera Cheng Lei.
Aunque el impostor no pudo ser identificado ni corroborado como agente chino, es llamativo que sabía que Badiucao no pudo asistir al evento, por lo que se especula que le debió haber estado dando seguimiento.

## Trabajos
- «Watching Big Brother: Political Cartoons by Badiucao» («Vigilando al gran hermano: Caricaturas políticas de Badiucao»), 2016. Libro digital editado por el China Digital Times que compila cartones de Badiucao publicados entre diciembre de 2013 y enero de 2016.[6][28]

## Premios
- «Premio Walkey a la mejor ilustración 2023».[29]
- «Premio Václav Havel a la Disidencia Creativa 2020».[30]
- «Robert Russell Courage in Cartooning Award 2019» de la Cartoonists Rights Network International.[31][32]
- Top 30 finalistas de «Images of Repression 2014» de la Freedom House.[6]

## Exposiciones

### 2023
- «Tell China’s Story Well». Centro de arte contemporáneo del Castillo Ujazdowski, en Varsovia, Polonia.[19]

### 2022
- «MADe IN CHINA». Centro DOX de arte contemporáneo en Paraga, Chequia.[15]

### 2021
- «China (non) é vicina», en Brescia, Italia.[11]

### 2017
- «Home Thoughts from Abroad». Praxis Art Space en Adelaida, Australia.

### 2016
- «Divine Interventions». Nexus Art en Adelaida, Australia.
- «SALA in the Square». SALA en Adelaida, Australia.

### 2015
- «Parriastes: The Cutting Edge of Truth». Aluna Art Foundation en Miami, Estados Unidos.
- «Je ris donc je suis pas terrorist (Je me fais Hara-Kiri) pour Charlie Hebdo». Trieste, Italia.[6]